# Hålisrimen
Der Hålisrimen (norwegisch für Rutschiger Frost) ist ein 2655 m hoher Berg im ostantarktischen Königin-Maud-Land. Im Kurzegebirge der Orvinfjella ragt er 3 km nordwestlich des Hålisstonga auf.
Norwegische Kartographen, die den Berg auch benannten, kartierten ihn anhand von Luftaufnahmen und Vermessungen der Dritten Norwegischen Antarktisexpedition (1956–1960).